# Стивен Стамкос
Стивен Стамкос (енгл. Steven Stamkos; Маркам 7. фебруар 1990) је канадски хокејаш који тренутно игра у Тампа беј лајтнингсима. Игра на позицији центра.

## Каријера
Стамкос је изабран као 1. пик на драфту 2008. године од стране Тампа беј лајтнингса. Са Лајтнингсима је потписао уговор на три године. За Тампу је дебитовао исте године.
Иако је Стамкос жестоко критикован због лоше игре током прве половине сезоне, ипак је сезону завршио на импресиван начин, са 19 поена у последњих 20 утакмица У својој првој сезони, Стамкос је постигао укупно 23 гола и имао 23 асистенција.
У сезони 2009/10. дели Морис Ришаров трофеј (за највећи број постигнутих голова у сезони) са играчем Питсбург пенгвинса Сиднијем Крозбијем. Постигао је 51 погодак. Тиме је постао трећи најмлађи играч који је остварио овај подвиг, а само Вејн Грецки и Џими Карсон су били млађи. Стамкос је те сезоне добио позив да учествује на Ол стару. Такмичио се у такмичењу најјачег шута и у брзом клизању. Морис Ришаров трофеј освојио је поново у сезони 2011/12 (60 постигнутих голова).
Стивен Стамкос је 19. јула 2011. потписао уговор са Тампом на 5 година вредан 37,5 милиона долара.

### Репрезентација
Стамкос је дебитовао за тим Канаде на Светском првенству 2009. у Швајцарској где је освојио сребрну медаљу.